# Le Nouvel Adam
Le Nouvel Adam (titre original : The New Adam) est un roman de science-fiction écrit vers 1926 par le romancier américain Stanley G. Weinbaum, et publié pour la première fois en 1939.

## Résumé
Il décrit l'apparition au sein de l'espèce humaine d'une mutation, « Homo Superior », et sa difficulté à s'intégrer au monde réel.

## Source d'inspiration
Il convient de mesurer la dette littéraire de Stanley G. Weinbaum envers le roman Le Nouvel Adam de l'écrivaine genevoise Noëlle Roger paru en 1924 à Paris, chez Albin Michel, et qui traite de l'expérimentation médicale pour la création d'un être supérieur qui se tourne in fine vers le mal. 

## Édition en français
- Le Nouvel Adam, roman, Editions de l'Âge d'Or (traduction de Robert Soubie), 2007
- Le nouvel Adam, roman, Editions Coda, 2008